# Confimi Industria
La Confimi Industria, abbreviazione di Confederazione dell’Industria Manifatturiera Italiana e dell’Impresa Privata, è un'organizzazione rappresentativa delle imprese manifatturiere e di servizi italiane, raggruppando su base volontaria oltre 45.000 imprese, per un totale di circa 600.000 addetti.

## Storia
Fondata nel 2012, con sede a Roma, per tutelare gli interessi delle aziende manifatturiere nei confronti dei sindacati dei lavoratori e delle Istituzioni Pubbliche ad ogni livello è firmataria di CCNL con diverse sigle Sindacali Nazionali.
Il suo presidente è fin dalla fondazione l'Imprenditore , Paolo Agnelli, classe 1951, bergamasco, industriale di terza generazione. Guida insieme al fratello Baldassare, e alla quarta generazione, un gruppo di 12 aziende (Alluminio Agnelli) che operano da leaders nel mondo dell’alluminio dal riciclo al prodotto finito. È un giornalista pubblicista dal 2010. È  anche direttore responsabile del magazine «Bergamo Economia». Già fondatore e vicepresidente della Banca delle PMI.

## Descrizione

### Organizzazione
La confederazione è guidata da un presidente, eletto ogni quattro anni. È affiancato da un Consiglio di 10 membri (vice presidenti), cui sono affidate deleghe operative e da una serie di Consiglieri Delegati. La direzione generale coordina tutta la struttura, dalle relazioni esterne, alle risorse umane, alle varie politiche. Dalla Fondazione il Direttore Generale è Fabio Ramaioli.
È suddivisa in 7 Associazioni di categoria, per rappresentare e tutelare gli interessi di diverse categorie merceologiche. Aderiscono al sistema associativo  3 Associazioni Nazionali.
Sul territorio vi sono 26 Confimi suddivise fra strutture Regionali e Associazioni Territoriali.